# Zoropsis beccarii
Zoropsis beccarii là một loài nhện trong họ Zoropsidae.
Loài này thuộc chi Zoropsis. Zoropsis beccarii được miêu tả năm 1935 bởi Caporiacco.